# Međunarodna telekomunikaciona unija
Međunarodna unija za telekomunikacije (engl. International Telecommunication Union, ITU) je specijalizovana agencija UN-a za telekomunikacije. Osnovana je na 4. međunarodnoj konferenciji o radiokomunikacijama u Madridu 1932, a 1934. nasledila je Međunarodnu telegrafsku uniju osnovanu 1865. Sedište joj je u Ženevi od 1948.

## Literatura
- Renda, Andrea. The U.N., Internet Regulator?, The Wall Street Journal, April 25, 2012. Retrieved May 29, 2012.
- Thiere, Adam. Does the Internet Need a Global Regulator?, Forbes Magazine, May 6, 2012. Retrieved May 29, 2012.
- Cerf, Vinton. Keep the Internet Open, The New York Times, May 24, 2012. Retrieved May 29, 2012.
- Harrington, Matt. House lawmakers to consider proposal for United Nations to Regulate the Internet, syracuse.com, May 29, 2012. Retrieved May 30, 2012.
- Peterson, Josh. Deadline approaches for Russia and China-led U.N. Internet takeover, dailycaller.com, May 24, 2012. Retrieved May 30, 2012.
- C-SPAN. Coverage of Free State Foundation Архивирано на веб-сајту  (31. август 2012), May 30, 2012. Retrieved May 31, 2012.
- Kang, Cecilia. U.S. tech companies warn of threat to Internet from foreign governments, The Washington Post, May 31, 2012. Retrieved May 31, 2012.
- Shaw, Stephen. Putting the United Nations in charge of the Internet is the best idea ever, ZDNet. May 30, 2012. Retrieved June 1, 2012.

## Spoljašnje veze
- Zvanični veb-sajt